# WebPositive
WebPositive (также известный как Web+, ранее — HaikuLauncher) нативный, основанный на Webkit браузер, по умолчанию включаемый в Haiku с версии R1/A2. Он был создан как замена устаревающему порту Firefox 2.
Данный браузер уже поддерживает cookies, загрузку файлов, закладки, историю просмотров, и многовкладочный интерфейс. На данный момент отсутствует поддержка HTML5 в связи с незавершенностью Media Kit и плагинов, однако Стефан Ассмус (Stephan Aßmus) предполагает добавить её в дальнейшем.

## История
В 2009 году в рамках Google Summer of Code, Максимом Саймоном (англ. Maxime Simon), под руководством Райана Ливенгуда (англ. Ryan Leavengood), был создан порт WebKit, 
ранее начатый Ливенгудом, и его разработка была завершена в качестве подарка для сайта Haikuware. 
Это привело к разработке прототипа браузера HaikuLauncher, который лишь продемонстрировал возможности WebKit по рендерингу, но не более того.
В феврале 2010 года, Стефан Ассмус (Stephan Aßmus) взял на себя задачу улучшения браузера HaikuLauncher до работоспособного состояния. 
Спустя множество предрелизов, относительно стабильная версия (r488) была включена в Haiku R1 / Alpha 2.
Имя WebPositive было получено как комбинация 'Web-', из WebKit, как основы для создания, и '-Positive', так как он планировался на замену браузера NetPositive в составе BeOS.
Позднее в 2010, Райан Ливенгуд принял на себя обязанности ведущего разработчика WebPositive.